# Hessisch Lichtenau
Pour les articles homonymes, voir Lichtenau.
Hessisch Lichtenau est une municipalité allemande située dans le land de la Hesse et l'arrondissement de Werra-Meissner.

## Personnalités liées à la ville
- Rainer Pietsch (1944-1997), producteur de musique né à Walburg.